# R U Mine?
"R U Mine?" é uma canção da banda de rock britânica Arctic Monkeys. A canção foi lançada para download digital em 27 de fevereiro de 2012 e mais tarde em uma edição limitada em vinil para o "Record Store Day" em 21 de abril de 2012, tendo como lado b a música "Electricity". "R U Mine?" estreou em vigésimo terceiro lugar nas paradas britânicas, a posição mais alta alcançada pela banda desde o lançamento de "Crying Lightning", que alcançou a décima segunda posição em 2009.

## Inspiração
Alex Turner disse que a banda teve como inspiração para a estrutura da canção os rappers Drake e Lil Wayne, dizendo: "Há algumas referências que podem ser percebidas– 'Some Velvet Morning', 'Tracy Island'. Essas referências são apenas eu bancando o espertinho... essa parte em especial parece o tipo de coisa que o Drake e o Lil Wayne fazem. Temos escutado muito da música deles ultimamente. Gosto quando eles fazem aquela coisa de falar sobre algo de trás pra frente; eles falam alguma coisa mas só realmente revelam o que estão falando no próximo verso. É difícil de explicar, mas aprovei a ideia. Então eu digo, "I'm a puppet on a string" (sou uma marionete pendurada) logo antes de mencionar Tracy Island. É tudo sobre incerteza." O vinil possuia um limite de 1340 cópias.

## Vídeos
Um vídeo foi lançado para acompanhar o lançamento de "R U Mine?", lançado no canal oficial da banda no Youtube em 27 de fevereiro de 2012 com duração total de três minutos e quarenta e quatro segundos. O vídeo conta com a participação do músico e DJ Steve Jones, guitarrista do Sex Pistols, estreando a canção em sua estação de rádio, "KROQ-FM", enquanto dublavam a música em um carro. Arielle Vandenberg também aparece no vídeo.
Um segundo vídeo foi lançado no Youtube em 29 de março de 2012, em uma performance ao vivo da música do show na Cidade do México gravado no dia anterior. O vídeo termina com uma imagem do microfone de Turner comm dois soutiens pendurados nele.

## Faixas
| Download digital |             |         |  |
| N.º              | Título      | Duração |  |
| 1.               | "R U Mine?" | 3:20    |  |

| 7" (edição limitada do Record Store Day) |               |         |  |
| N.º                                      | Título        | Duração |  |
| 1.                                       | "R U Mine?"   | 3:20    |  |
| 2.                                       | "Electricity" | 3:01    |  |

## Paradas musicais

### "R U Mine?"
| País (2012)                           | Posição |
| ------------------------------------- | ------- |
| Austrália (ARIA)                      | 94      |
| Canadá — Music Canada                 | 49      |
| Canadá — Music Canada                 | 27      |
| Bélgica (Ultratop 50 de Flandres)     | 50      |
| Irlanda — Irish Singles Chart         | 65      |
| França — SNEP                         | 147     |
| Reino Unido (UK Singles Chart)        | 23      |
| Reino Unido (OCC UK Indie)            | 2       |
| Reino Unido — Official Charts Company | 72      |

| País (2012)                           | Posição |
| ------------------------------------- | ------- |
| Reino Unido (OCC UK Indie)            | 10      |
| Reino Unido — Official Charts Company | 128     |